# Alphonse Grün
Pour les articles homonymes, voir Grün.
Alphonse Grün, né le 8 mars 1801 à Strasbourg et mort le 18 septembre 1866 à Barr (Bas-Rhin), est un écrivain et avocat français.

## Biographie
Jean Jacques Charles Alphonse Grün est le fils de Jean Jacques Grün, entrepreneur de messageries, et de Julie Hérard Il est le cousin du peintre François-Émile Ehrmann.
Avocat à la cour royale de Paris, il devient Chef de section aux archives de l'empire.
En juin 1842, il épouse à Valenciennes Eugénie Sophie Charpentier, artiste peintre.

## Publications
- Traité des assurances terrestres et de l'assurance sur la vie des hommes - 1828 (en collaboration avec M. Joliat)
- Notions élémentaires de droit français  - 1838 (Réédition Hachette BNF 2016)
- Éléments du droit français. Analyse raisonnée de la législation  - 1838 (Réédition Hachette BNF 2014)
- Manuel de législation commerciale et industrielle de la France - Contenant textes du Code civil et du Code de commerce, extraits du Code de procédure, du Code pénal - 1840 (Réédition Hachette BNF 2014)
- Jurisprudence parlementaire, recueil des lois, ordonnances, règlements, discussions, opinions - 1842 (Réédition Hachette BNF 2016)
- Le citoyen français, ses droits, ses devoirs - 1848 (Réédition Hachette BNF 2016)
- Le Vrai et le Faux Socialisme - Le communisme et son histoire - 1849 (ebook collection XIX 2016. Réédition Hachette BNF 2014) (ISBN 978-2-01-351547-4)
- État de la question des habitations et logements insalubres - 1849  (Réédition Hachette BNF 2016)
- Jurisprudence électorale parlementaire : recueil des décisions - 1850 (Réédition Hachette BNF 2016)
- Récits et pensées : enseignement moral - 1851 (Réédition Hachette BNF 2016)
- De la moralisation des classes laborieuses - 1851 (Réédition Hachette BNF 2014)
- Salon de 1852  - 1852  (Réédition Hachette BNF 2016)
- Alphonse Grün, La vie publique de Michel Montaigne : étude biographique, 1856 (ISBN 978-0526383139)[4].
- Traité de la police administrative générale et municipale - 1862  (Réédition Hachette BNF 2016)
- Jurisprudence électorale parlementaire : recueil de décisions du Corps législatif de 1852 à 1864 - 1964  (Réédition Hachette BNF 2016)
- Guide et formulaire pour la rédaction des actes de l'état-civil, des procès-verbaux, certificats - À l'usage des secrétaires de mairie, des instituteurs et des élèves des écoles normales primaires  -  1881 (Réédition Hachette BNF 2016)

- Jurisprudence électorale parlementaire - Recueil des décisions de l'Assemblée nationale (Constituante et Législative) en matière de vérification de pouvoirs - ebook  collection XIX 2016

## Distinctions
- Chevalier de la Légion d'honneur en 1845[5].
- Officier de la Légion d'honneur en 1863.
- Chevalier de l'ordre de Charles III[6]
- Chevalier de l'Ordre royal de l'Étoile polaire